# سیارک ۵۴۸۶۲
سیارک ۵۴۸۶۲ (به انگلیسی: 54862 Sundaigakuen، نامگذاری:2001OW25) پنجاه و چهار هزار و هشتصد و شصت و دومین سیارک کشف شده‌است که در ۲۳ ژوئیه ۲۰۰۱ کشف شد.